# Castelnau-le-Lez

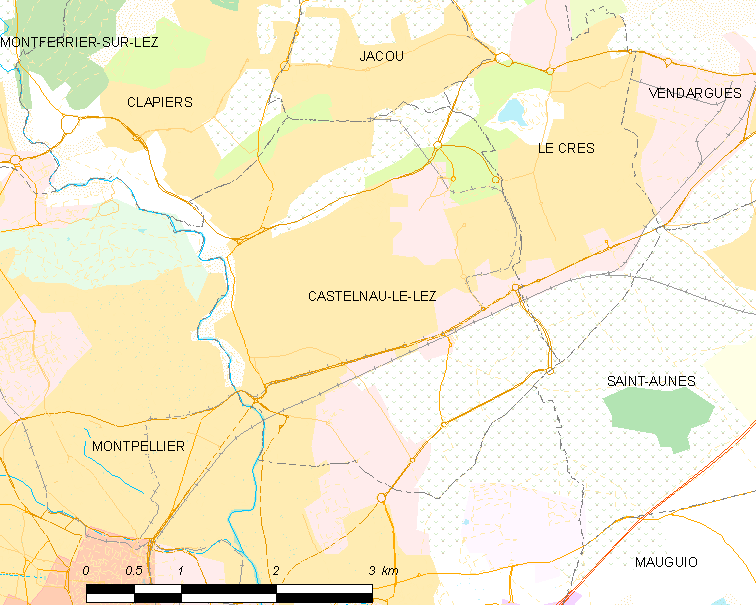
Mapa

Castelnau-le-Lez (occitano: Castèlnòu de Les) es una localidad y comuna francesa, situada en el departamento del Hérault, en la región de Occitania.

## Geografía
Castelnau-le-Lez se sitúe al noreste de Montpellier, en el sur de Francia. Le río Lez constituye su límite occidental con Montpellier y la ciudad se encuentra a cuatro kilómetros al norte a vuelo de pájaro del mar Mediterráneo. Las comunas limítrofes son: Clapiers y Jacou al norte, Le Crès al Este, Saint-Aunès en unas decenas de metros al sudeste y Montpellier al sur y al oeste.
Situada en la vía Domitia romana, se encuentra inmediata a la entrada de Montpellier-Este de la Carretera Nationale 113 (Burdeos-Marsella desde 1952). Con el desarrollo demográfico de la aglomeración de Montpellier y de la circulación de automóviles la comuna ve construirse en su territorio algunas de las carreteras de circunvalación de Montpellier al norte de su zona urbanizada principal y posteriormente en su límite con Le Crès. En diciembre de 2006, la línea 2 del tranvía de Montpellier presta servicio en la ciudad a lo largo de la Carretera Nacional 113, convertida en bulevar urbano.
Al hilo de su historia desde la ocupación romana su nombre ha sido Sextant, Sextantio, Substantion, Castelnau-lès-Montpellier y Castelnau-Le Crès.

## Historia

### De Sextantio a Substantion

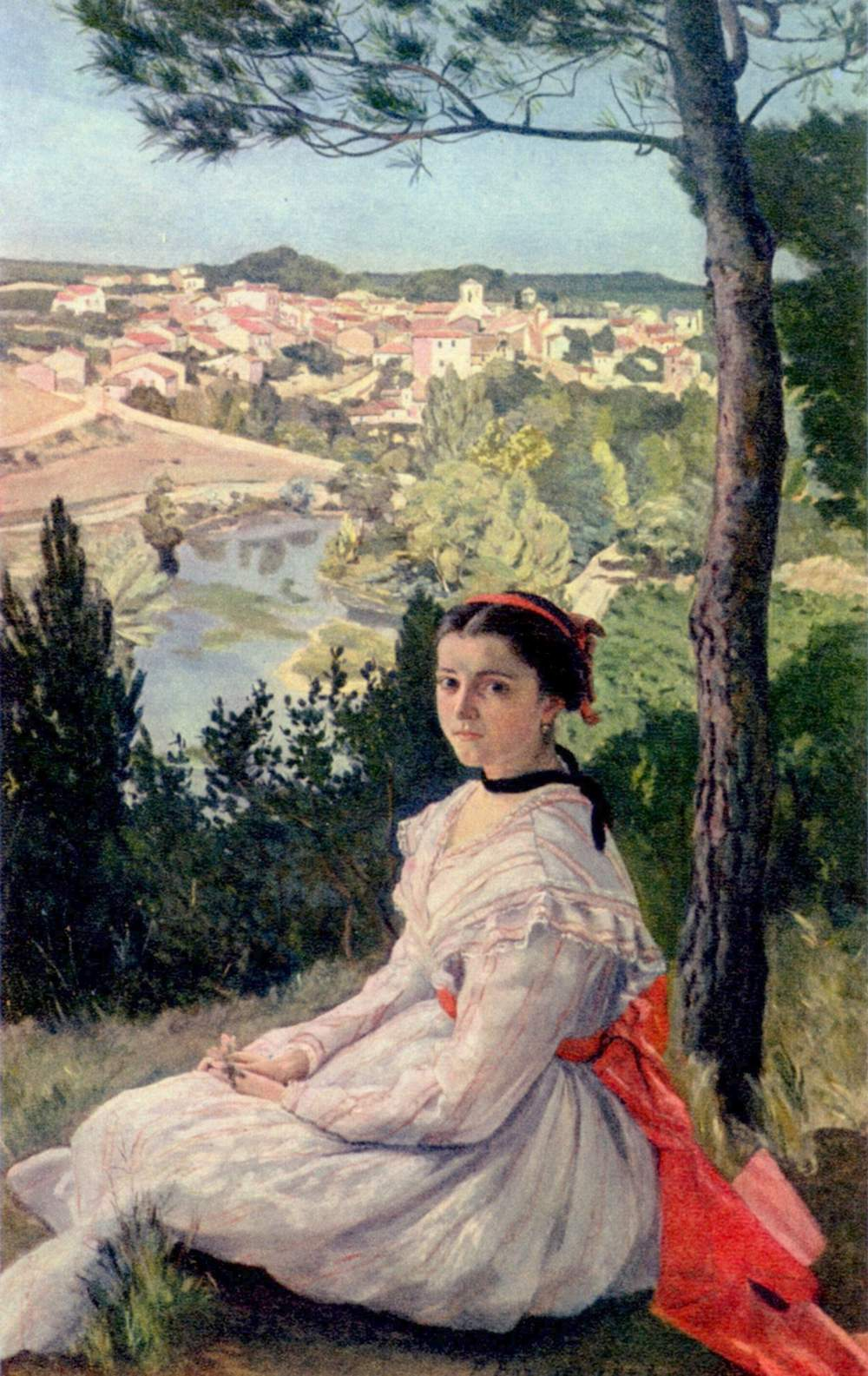
El célebre cuadro de Frédéric Bazille Vista del pueblo representando a una joven ante la ciudad de Castelnau-le-Lez.

Hacia el 700 a. C. una primera población se instala en la planicie de Substantion, que domina el río Lez. Los romanos hacen de ella la ciudad de Sextantio, la « sexta parada de postas desde los Pirineos en la Vía Domitia ».
Con el tiempo su nombre se convierte en Substantion y la ciudad alberga durante tres siglos a los obispos de Maguelone. Un castillo domina entonces la orilla izquierda del Lez, el Castellum Novum.
A lo largo del siglo XII la ciudad pierde su influencia, convirtiéndose en una posesión de los Señores de Montpellier. En 1674, Castelnau cambia de manos: la familia de Castries se convierte en propietaria del Señorío, que también incluye Le Crès y Salaison. En 1791 Castelnau contaba con 68 habitantes.
Durante el Antiguo Régimen forma una única parroquia con Le Crès bajo los nombres sucesivos de Castelnau-lès-Montpellier y Castelnau-Le Crès.

### La comuna desde 1791
Es en 1872, en el momento de su separación, cuando las comunas de Le Crès y de Castelnau ven la luz del día. Con el desarrollo demográfico de su pueblo aislado al Este del territorio municipal, los habitantes de Le Crès pidieron su segregación como comuna en 1846 y 1849 y el consejo municipal de Castelnau finalmente accedió en 1871. La superficie original de la comuna actual es proporcional a su parte en la población de Castelnau-Le Crès en 1871, a lo cual hay que descontar algunas modificaciones en provecho de Le Crès en la década de 1990 para que sus equipamientos de enseñanza secundaria y deportivos se encuentren en su territorio. Con la expansión demográfica de Castelnau en la segunda mitad del siglo XX la garriga que separa las dos aglomeraciones se redujo progresivamente.
La extensión de la ciudad hacia el Este dio lugar a un barrio nuevo: « le Devois » y los nuevos residentes hacen llegar la población de Castelnau-le-Lez cerca de los 15 000 habitantes a comienzos de la década de 2000.

## Administración
Lista de Alcaldes sucesivos
- (marzo de 1977-1983

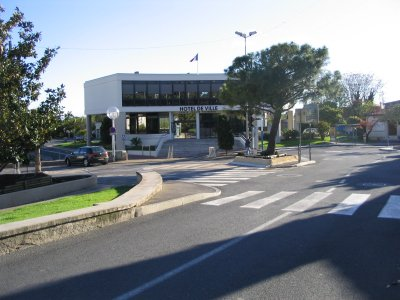
La Alcaldía de Castelnau-le-Lez, vista desde la rue de la Crouzette.

- (marzo de 1983-1989) Jean-Pierre Grand, RPR
- (marzo de 1989-1995) Jean-Pierre Grand, RPR
- (marzo de 1995-2001) Jean-Pierre Grand, RPR
- (marzo de 2001-2008) Jean-Pierre Grand, UMP, diputado y alcalde
- (marzo de 2008-2014) Jean-Pierre Grand, UMP
- (marzo de 2014-2020) Jean-Pierre Grand, LR

## Demografía
| 450 | 496 | 547 | 696 | 787 | 745 | 794 | 861 | 827 | 894 | 1 120 | 906 | 884 | 815 | 884 | 954 | 1 141 | 1 213 | 1 202 | 1 103 | 1 120 | 1 504 | 1 959 | 2 226 | 2 345 | 2 923 | 4 979 | 8 169 | 9 339 | 9 884 | 11 043 | 14 214 | 15 201 |
| Para los censos de 1962 a 1999 la población legal corresponde a la población sin duplicidades (Fuente: INSEE [Consultar]) |     |     |     |     |     |     |     |     |     |       |     |     |     |     |     |       |       |       |       |       |       |       |       |       |       |       |       |       |       |        |        |        |

## Lugares de interés y monumentos

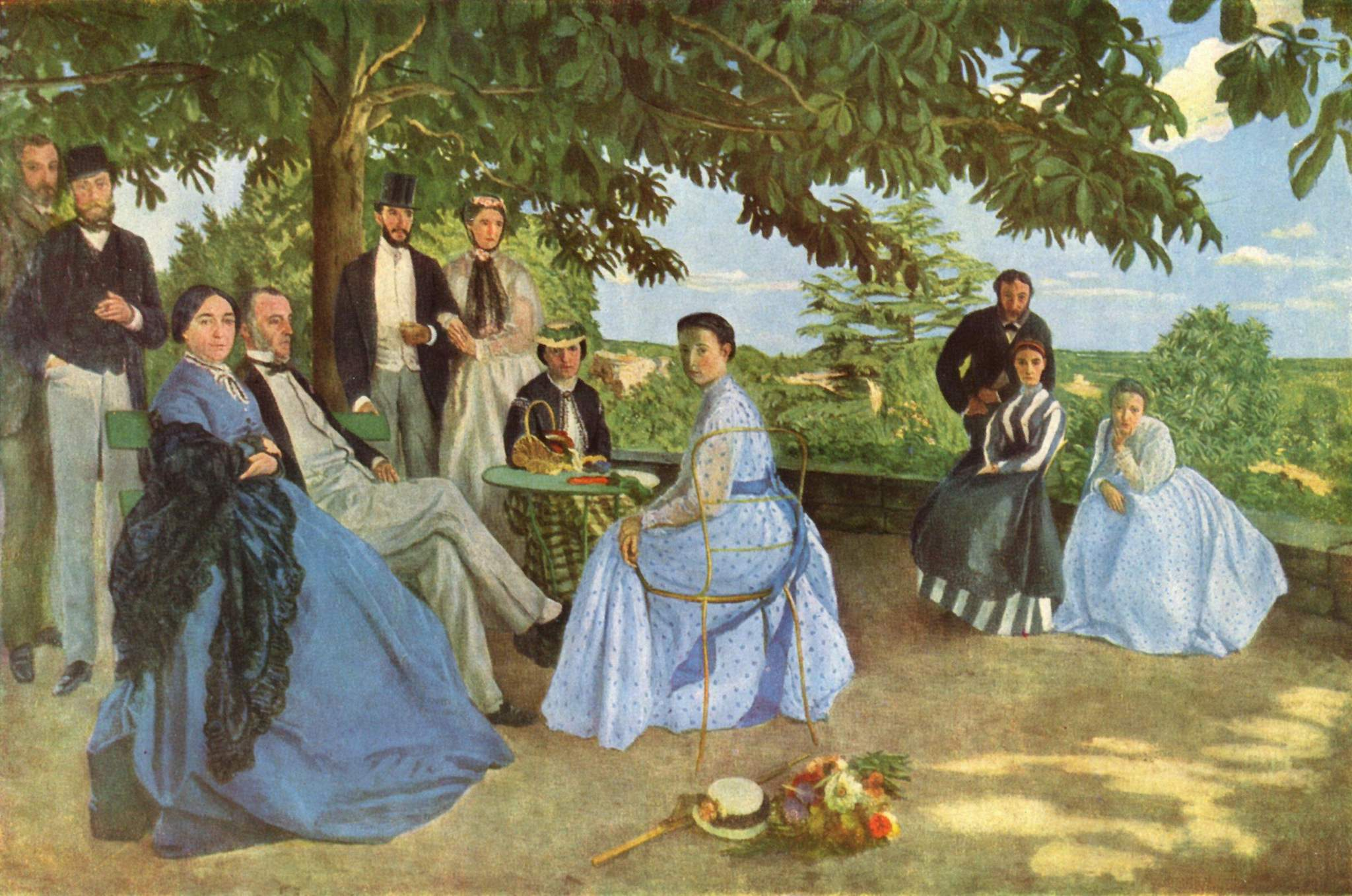
Reunión de familia de Frédéric Bazille. Pintado en el más de Méric, en la orilla montpellieriana del Río Lez, este cuadro permite distinguir Castelnau-le-Lez al fondo.

La Via Domitia pasa por Castelnau-le-Lez, al norte del barrio de Le Devois. Una parte de este tramo tiene consideración de monumento histórico desde el 5 de febrero de 1987.
Una copia de la sexagésimo tercera piedra miliaria puede verse en la Rue de la monnaie, frente al palacio de deportes , cerca de la Via Domitia.
El Centro nacional de la resistencia y la deportación es una exposición permanente de fotos, objetos y maquetas con una sala de video conferencias adjunta y un centro de documentación sobre los eventos de la Segunda guerra mundial.

## Equipamientos públicos

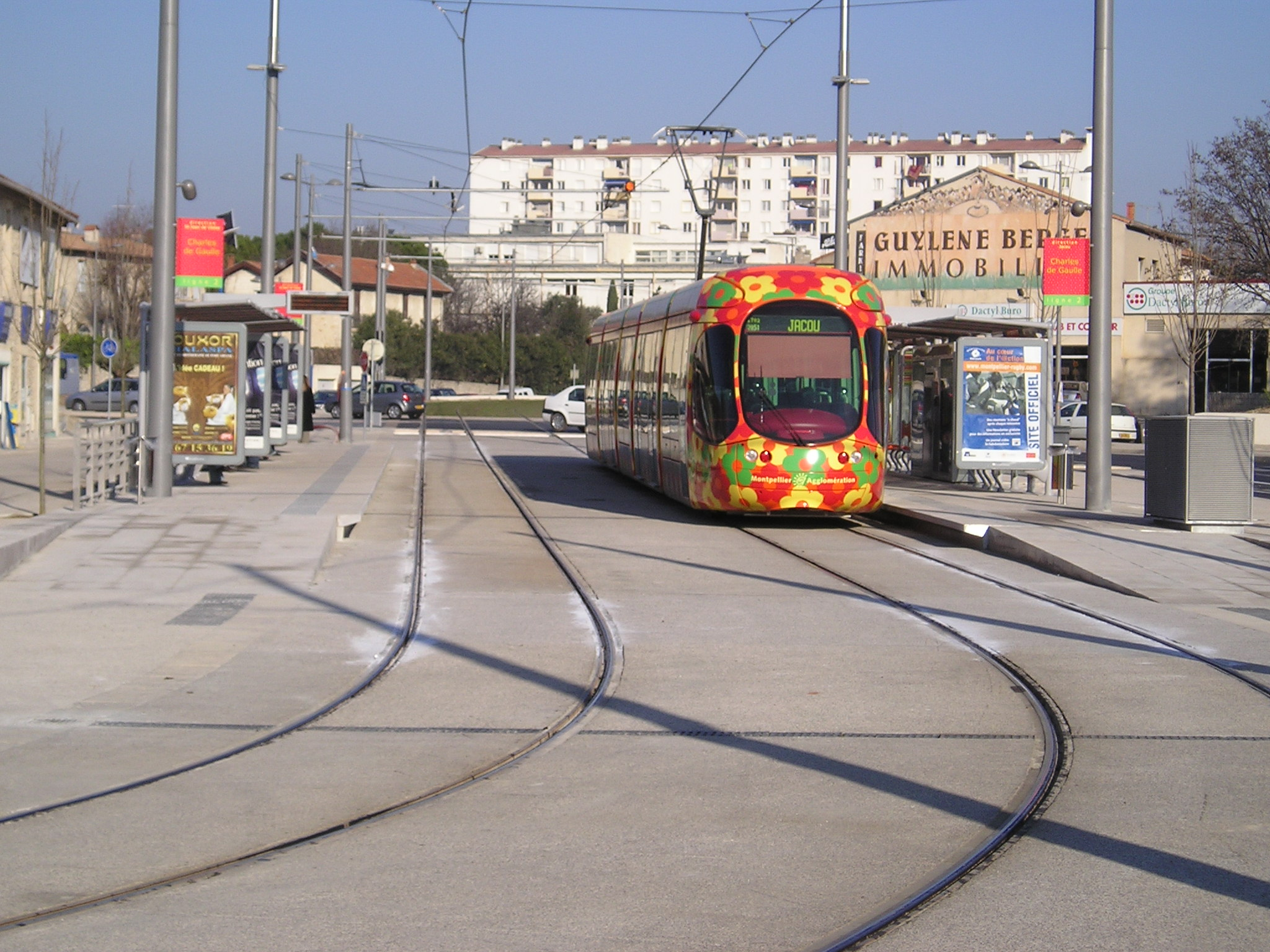
El Tranvía pasando por la rotonda Charles de Gaulle.

La comuna gestiona cinco escuelas infantiles (entre ellas Jean de La Fontaine, Rose de France y Les Chênes) y tres escuelas primarias (Mario Roustan, Jean Moulin y Antoine de Saint-Exupéry). También acoge el instituto (Frédéric Bazille) y dos liceos (el liceo polivalente Georges Pompidou y el profesional agrícola Honoré de Balzac).

## Hermanamientos
- San Fernando de Henares (España)
- Plankstadt (Alemania) desde 1982.
- Argenta (Italia) desde 2003.